# Karl Neckermann
Karl Neckermann   (Mannheim, 14 de març de 1911 - Mannheim, 7 de març de 1984) va ser un atleta alemany, especialista en curses de velocitat, que va competir durant les dècades de 1930 i 1940.
El 1936 va prendre part en els Jocs Olímpics de Berlín, on quedà eliminat en sèries en la cursa dels 200 metres del programa d'atletisme. En el seu palmarès destaca una medalla d'or en els 4x100 metres relleus del Campionat d'Europa d'atletisme de 1938. El 1935 guanyà el campionat alemany dels 200 metres i el 1939 aconseguí el rècord d'Europa dels 100 i 4x100 metres.

## Millors marques
- 100 metres llisos. 10.3" (1939)
- 200 metres llisos. 21.2" (1939)[1][3]